# 앰버 로즈 리바
앰버 로즈 리바(영어: Amber Rose Revah, 1986년 6월 24일 ~ )는 잉글랜드의 배우이다. 드라마 《하우스 오브 사담》에서 사담 후세인의 딸 할라 역, 《더 바이블》과 영화 《선 오브 갓》에서 마리아 막달레나 역, 드라마 《퍼니셔》에서 다이나 역을 연기했다.

## 출연 작품
- 인디안 썸머스 시즌1 (2015)
- 선 오브 갓 (2014)
- 왓 리메인즈 (2013)
- 더 바이블 (2013)
- 에드윈 드루드의 비밀 (2012)
- 데블스 더블 (2010)
- 프롬 파리 위드 러브 (2010)
- 아고라 (2009)
- 아이 캔트 싱크 스트레이트 (2008)
- 월드 언씬 (2007)